# 24 uur van Le Mans 1967

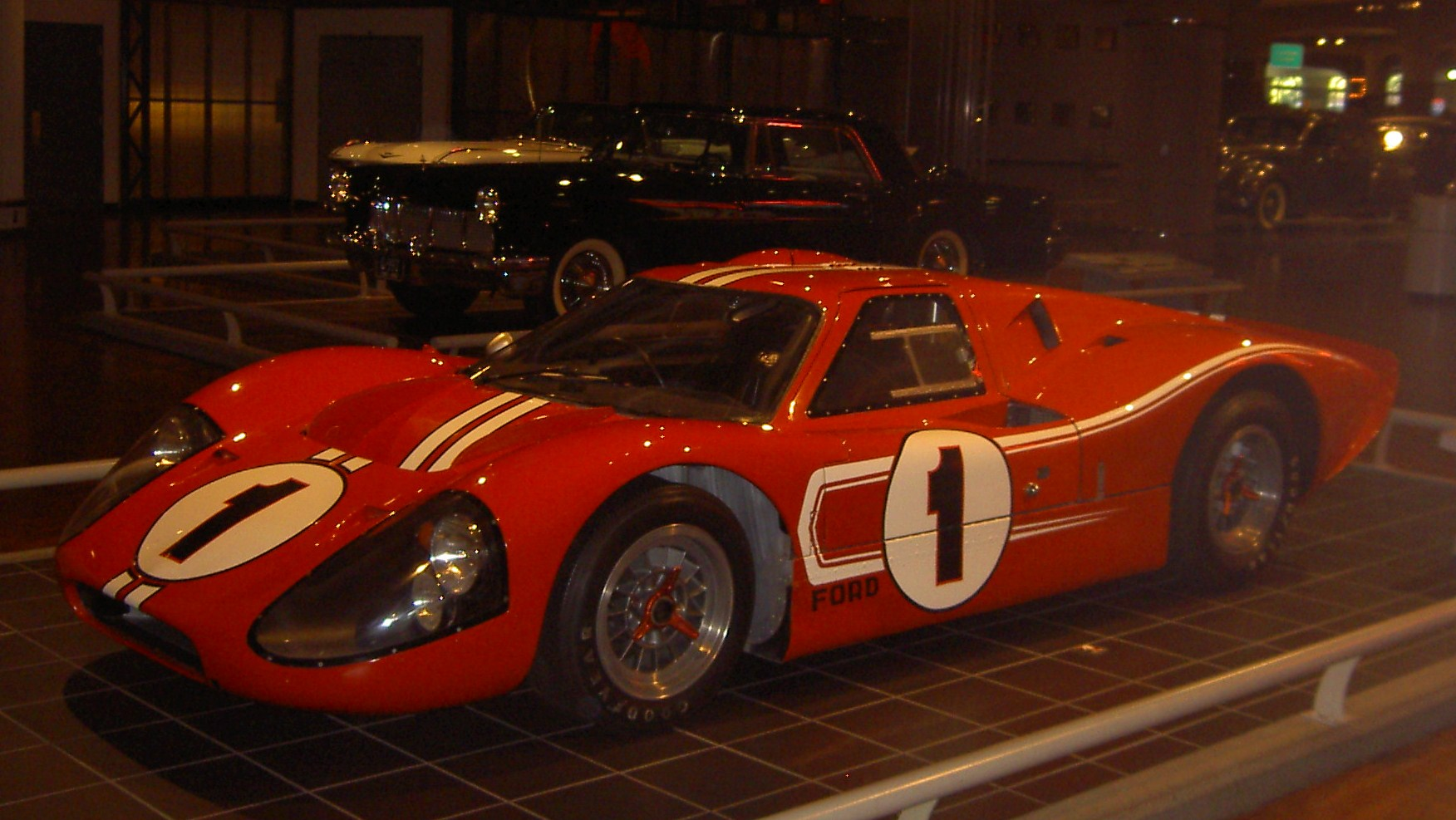
De winnende auto: de Ford GT40 #1.

De 24 uur van Le Mans 1967 was de 35e editie van deze endurancerace. De race werd verreden op 10 en 11 juni 1967 op het Circuit de la Sarthe nabij Le Mans, Frankrijk.
De race werd gewonnen door de Ford Motor Company/Shelby-American Inc. #1 van Dan Gurney en A.J. Foyt, die allebei hun enige Le Mans-zege behaalden. Het is tevens de enige keer dat een volledig Amerikaans team de race won: zowel de auto, het team als de coureurs waren Amerikaans. De P 5.0-klasse werd gewonnen door de SpA Ferrari SEFAC #21 van Ludovico Scarfiotti en Mike Parkes. De P 2.0-klasse werd gewonnen door de Porsche System Engineering #41 van Jo Siffert en Hans Herrmann. De S 2.0-klasse werd gewonnen door de Porsche System Engineering #37 van Ben Pon en Vic Elford. De P 1.3-klasse werd gewonnen door de Société Automobiles Alpine #46 van Henri Grandsire en José Rosinski. De GT 5.0-klasse werd gewonnen door de Scuderia Filipinetti #28 van Dieter Spoerry en Hans-Heinrich Steinemann. De P 1.6-klasse werd gewonnen door de Société Automobiles Alpine #45 van Mauro Bianchi en Jean Vinatier. De GT 2.0-klasse werd gewonnen door de Auguste Veuillet #42 van Robert Buchet en Herbert Linge.
De race werd na afloop bekend als de eerste keer dat de winnaar van een gemotoriseerde race met champagne ging spuiten. Dan Gurney kreeg de fles in handen en zag Ford-CEO Henry Ford II, teambaas Carroll Shelby en diverse journalisten die voorspelden dat de auto de finish niet zou halen onder het podium staan. Op het podium begon Gurney te schudden met de fles en spoot vervolgens iedereen nat. Hij vertelde zelf over zijn actie: "Wat ik deed met de champagne, was een spontane actie. Ik had geen idee dat ik aan het begin van een traditie zou staan. Ik gaf nergens meer om en raakte bevangen door het moment. Het is die ene keer in je leven waarop de omstandigheden perfect waren... Ik vond dat deze overwinning, waar we hard voor hebben gevochten, iets speciaals nodig had."

## Race
Winnaars in hun klasse zijn vetgedrukt. Auto's die minder dan 70% van de afstand van de winnaar van hun klasse hadden afgelegd werden niet geklasseerd. De Pierre Boutin #67 werd gediskwalificeerd omdat de olie van deze auto te vroeg werd bijgevuld.
| Pos. | Klasse  | No. | Team                                    | Coureurs                                 | Chassis                      | Motor                     | Ronden |
| ---- | ------- | --- | --------------------------------------- | ---------------------------------------- | ---------------------------- | ------------------------- | ------ |
| 1    | P +5.0  | 1   | Ford Motor Company/Shelby-American Inc. | Dan Gurney A.J. Foyt                     | Ford GT40 Mk.IV              | Ford 7.0L V8              | 388    |
| 2    | P 5.0   | 21  | SpA Ferrari SEFAC                       | Ludovico Scarfiotti Mike Parkes          | Ferrari 330 P4               | Ferrari 4.0L V12          | 384    |
| 3    | P 5.0   | 24  | Equipe Nationale Belge                  | Willy Mairesse Jean Blaton               | Ferrari 330 P4               | Ferrari 4.0L V12          | 377    |
| 4    | P +5.0  | 2   | Ford Motor Company/Shelby-American Inc. | Bruce McLaren Mark Donohue               | Ford GT40 Mk.IV              | Ford 7.0L V8              | 359    |
| 5    | P 2.0   | 41  | Porsche System Engineering              | Jo Siffert Hans Herrmann                 | Porsche 907 langheck         | Porsche 1991cc F6         | 358    |
| 6    | P 2.0   | 38  | Porsche System Engineering              | Rolf Stommelen Jochen Neerpasch          | Porsche 910 kurzheck         | Porsche 1991cc F6         | 351    |
| 7    | S 2.0   | 37  | Porsche System Engineering              | Ben Pon Vic Elford                       | Porsche 906                  | Porsche 1991cc F6         | 327    |
| 8    | S 2.0   | 66  | Christian Poirot                        | Christian Poirot Gerhard Koch            | Porsche 906                  | Porsche 1991cc F6         | 321    |
| 9    | P 1.3   | 46  | Société Automobiles Alpine              | Henri Grandsire José Rosinski            | Alpine A210                  | Renault-Gordini 1296cc S4 | 321    |
| 10   | P 1.3   | 49  | Ecurie Savin-Calberson                  | André de Cortanze Alain LeGuellec        | Alpine A210                  | Renault-Gordini 1296cc S4 | 318    |
| 11   | GT 5.0  | 28  | Scuderia Filipinetti                    | Dieter Spoerry Hans-Heinrich Steinemann  | Ferrari 275 GTB Competizione | Ferrari 3.3L V12          | 317    |
| 12   | P 1.3   | 48  | Ecurie Savin-Calberson                  | Roger Delageneste Jacques Cheinisse      | Alpine A210                  | Renault-Gordini 1296cc S4 | 311    |
| 13   | P 1.6   | 45  | Société Automobiles Alpine              | Mauro Bianchi Jean Vinatier              | Alpine A210                  | Renault-Gordini 1470cc S4 | 311    |
| 14   | GT 2.0  | 42  | Auguste Veuillet                        | Robert Buchet Herbert Linge              | Porsche 911 S                | Porsche 1991cc F6         | 308    |
| 15   | P 1.3   | 51  | Donald Healey Motor Company             | Clive Baker Andrew Hedges                | Austin-Healey Sprite Le Mans | BMC 1293cc S4             | 289    |
| NC   | S 1.3   | 64  | Ecurie du Maine                         | Marcel Martin Jean Mesange               | Abarth 1300 OT               | Fiat-Abarth 1289cc S4     | 262    |
| DNF  | P +5.0  | 57  | Ford Motor Company/Shelby-American Inc. | Ronnie Bucknum Paul Hawkins              | Ford GT40 Mk.IIB             | Ford 7.0L V8              | 271    |
| DNF  | P 5.0   | 19  | SpA Ferrari SEFAC                       | Günter Klass Peter Sutcliffe             | Ferrari 330 P4               | Ferrari 4.0L V12          | 246    |
| DNF  | P +5.0  | 7   | Chaparral Cars Inc.                     | Phil Hill Mike Spence                    | Chaparral 2F                 | Chevrolet 7.0L V8         | 225    |
| DNF  | P 1.3   | 47  | Société Automobiles Alpine              | Jean-Claude Andruet Robert Bouharde      | Alpine A210                  | Renault-Gordini 1296cc S4 | 219    |
| DNF  | P 5.0   | 23  | Maranello Concessionaires               | Richard Attwood Piers Courage            | Ferrari 412 P                | Ferrari 4.0L V12          | 208    |
| DNF  | P 1.15  | 56  | Société Automobiles Alpine              | Gérard Larrousse Patrick Depailler       | Alpine A210                  | Renault-Gordini 1005cc S4 | 204    |
| DNF  | P 1.15  | 55  | North American Racing Team              | Jean-Luc Thérier François Chevalier      | Alpine M64                   | Renault-Gordini 1005cc S4 | 201    |
| DNF  | P +5.0  | 3   | Ford Motor Company/Holman & Moody       | Mario Andretti Lucien Bianchi            | Ford GT40 Mk.IV              | Ford 7.0L V8              | 188    |
| DNF  | P +5.0  | 6   | Ford Motor Company Ford France S.A.     | Jo Schlesser Guy Ligier                  | Ford GT40 Mk.IIB             | Ford 7.0L V8              | 183    |
| DNF  | P +5.0  | 5   | Ford Motor Company/Holman & Moody       | Roger McCluskey Frank Gardner            | Ford GT40 Mk.IIB             | Ford 7.0L V8              | 179    |
| DNF  | GT +5.0 | 9   | Dana Chevrolet Inc.                     | Bob Bondurant Dick Guldstrand            | Chevrolet Corvette Stingray  | Chevrolet 7.0L V8         | 167    |
| DNF  | P 2.0   | 29  | Equipe Matra Sports                     | Jean-Pierre Beltoise Johnny Servoz-Gavin | Matra MS630                  | BRM 1998cc V8             | 155    |
| DNF  | P 5.0   | 25  | North American Racing Team              | Pedro Rodríguez Giancarlo Baghetti       | Ferrari 412 P                | Ferrari 4.0L V12          | 144    |
| DSQ  | GT 2.0  | 67  | Pierre Boutin                           | Pierre Boutin Patrice Sanson             | Porsche 911 S                | Porsche 1991cc F6         | 134    |
| DNF  | S 5.0   | 16  | Ford France S.A.                        | Pierre Dumay Henri Greder                | Ford GT40 Mk.I               | Ford 4.7L V8              | 129    |
| DNF  | GT 2.0  | 60  | Philippe Farjon                         | Philippe Farjon André Wicky              | Porsche 911 S                | Porsche 1991cc F6         | 126    |
| DNF  | S 5.0   | 18  | Scuderia Filipinetti                    | Umberto Maglioli Mario Casoni            | Ford GT40 Mk.I               | Ford 4.7L V8              | 116    |
| DNF  | P 5.0   | 20  | SpA Ferrari SEFAC                       | Chris Amon Nino Vaccarella               | Ferrari 330 P4 Spyder        | Ferrari 4.0L V12          | 105    |
| DNF  | P 2.0   | 40  | Porsche System Engineering              | Gerhard Mitter Jochen Rindt              | Porsche 907 langheck         | Porsche 1991cc F6         | 103    |
| DNF  | P +5.0  | 8   | Chaparral Cars Inc.                     | Bob Johnson Bruce Jennings               | Chaparral 2F                 | Chevrolet 7.0L V8         | 91     |
| DNF  | P 5.0   | 22  | Scuderia Filipinetti                    | Jean Guichet Herbert Müller              | Ferrari 412 P                | Ferrari 4.0L V12          | 88     |
| DNF  | P +5.0  | 4   | Ford Motor Company/Holman & Moody       | Denny Hulme Lloyd Ruby                   | Ford GT40 Mk.IV              | Ford 7.0L V8              | 86     |
| DNF  | P 2.0   | 39  | Porsche System Engineering              | Udo Schütz Joe Buzzetta                  | Porsche 910 langheck         | Porsche 1991cc F6         | 84     |
| DNF  | P 1.15  | 58  | Société Automobiles Alpine              | Philippe Vidal Leo Cella                 | Alpine A210                  | Renault-Gordini 1005cc S4 | 67     |
| DNF  | P +5.0  | 14  | JW Automotive Engineering               | David Piper Dick Thompson                | Mirage M1                    | Ford 5.7L V8              | 59     |
| DNF  | GT 5.0  | 17  | Claude Dubois                           | Claude Dubois Chris Tuerlinckx           | Ford-Shelby Mustang GT350    | Ford 4.7L V8              | 58     |
| DNF  | P 1.6   | 44  | Team Elite                              | David Preston John Wagstaff              | Lotus Mk.47                  | Ford-Cosworth 1588cc S4   | 42     |
| DNF  | P 2.0   | 30  | Equipe Matra Sports                     | Jean-Pierre Jaussaud Henri Pescarolo     | Matra MS630                  | BRM 1998cc V8             | 35     |
| DNF  | P 1.15  | 53  | S.E.C. Automobiles CD                   | André Guilhaudin Alain Bertaut           | CD SP66                      | Peugeot 1149cc S4         | 35     |
| DNF  | P 5.0   | 26  | North American Racing Team              | Chuck Parsons Ricardo Rodríguez Cavazos  | Ferrari 365 P2               | Ferrari 4.4L V12          | 30     |
| DNF  | P +5.0  | 15  | JW Automotive Engineering               | Jacky Ickx Brian Muir                    | Mirage M1                    | Ford 5.7L V8              | 29     |
| DNF  | P +5.0  | 12  | Lola Racing/Team Surtees                | Peter de Klerk Chris Irwin               | Lola T70 Mk.III              | Aston Martin 5.0L V8      | 25     |
| DNF  | P 1.15  | 52  | S.E.C. Automobiles CD                   | Dennis Dayan Claude Ballot-Léna          | CD SP66                      | Peugeot 1149cc S4         | 25     |
| DNF  | S 5.0   | 62  | JW Automotive Engineering               | Mike Salmon Brian Redman                 | Ford GT40 Mk.I               | Ford 4.7L V8              | 20     |
| DNF  | P 1.15  | 54  | Roger Nathan Racing Ltd.                | Roger Nathan Mike Beckwith               | Costin Nathan GT             | Hillman 1.0L I4           | 15     |
| DNF  | P 1.3   | 50  | Marcos Racing Ltd.                      | Chris Lawrence Jem Marsh                 | Mini Marcos GT 2+2           | BMC 1293cc S4             | 13     |
| DNF  | P +5.0  | 11  | Lola Racing/Team Surtees                | John Surtees David Hobbs                 | Lola T70 Mk.III              | Aston Martin 5.0L V8      | 3      |
| DNF  | GT 2.0  | 43  | Jacques Franc                           | Jacques Dewes Anton Fischhaber           | Porsche 911 S                | Porsche 1991cc F6         | 2      |
| DNS  | GT 5.0  | 61  | Equipe Nationale Belge                  | Gustave Gosselin Hughes de Fierlandt     | Ferrari 275 GTB Competizione | Ferrari 3.3L V12          | 0      |
| DNP  | P +5.0  | 10  | Prototipi Bizzarrini                    | Edgar Berney Giancarlo Naddeo            | Bizzarrini P538 GT Strada    | Chevrolet 5.4L V8         | 0      |
| DNA  | GT 5.0  | 27  | North American Racing Team              | Pedro Rodríguez Giancarlo Baghetti       | Ferrari 250 LM               | Ferrari 3.3L V12          | 0      |
| DNA  | P 2.0   | 31  | Equipe Nationale Belge                  | Gustave Gosselin Hughes de Fierlandt     | Dino 206 S (Ferrari)         | Ferrari 1986cc V6         | 0      |
| DNA  | P 2.0   | 32  | North American Racing Team              | Charlie Kolb                             | Dino 206 S (Ferrari)         | Ferrari 1986cc V6         | 0      |
| DNA  | P 2.0   | 33  | SpA Ferrari SEFAC                       | Jonathan Williams                        | Dino 206 S (Ferrari)         | Ferrari 1986cc V6         | 0      |
| DNA  | P 2.0   | 34  | Autodelta SpA                           | Andrea de Adamich Ignazio Giunti         | Alfa Romeo Tipo 33           | Alfa Romeo 1995cc V8      | 0      |
| DNA  | P 2.0   | 35  | Autodelta SpA                           | Jean Guichet Roberto Bussinello          | Alfa Romeo Tipo 33           | Alfa Romeo 1995cc V8      | 0      |
| DNA  | P 2.0   | 36  | Autodelta SpA                           | Teodoro Zeccoli Nanni Galli              | Alfa Romeo Tipo 33           | Alfa Romeo 1995cc V8      | 0      |
| DNA  | P 1.3   | 59  | Marcos Racing Ltd.                      | Chris Lawrence Tim Lalonde               | Mini Marcos GT 2+2           | BMC 1293cc S4             | 0      |
| DNA  | P 1.3   | 68  | Jean-Claude Hrubon                      | Jean Rives Jean-Louis Marnat             | Hrubon                       | Renault 1296xx S4         | 0      |

1923 · 1924 · 1925 · 1926 · 1927 · 1928 · 1929 · 1930 · 1931 · 1932 · 1933 · 1934 · 1935 · 1936 · 1937 · 1938 · 1939 · 1940 - 1948 · 1949 · 1950 · 1951 · 1952 · 1953 · 1954 · 1955 (Ramp) · 1956 · 1957 · 1958 · 1959 · 1960 · 1961 · 1962 · 1963 · 1964 · 1965 · 1966 · 1967 · 1968 · 1969 · 1970 · 1971 · 1972 · 1973 · 1974 · 1975 · 1976 · 1977 · 1978 · 1979 · 1980 · 1981 · 1982 · 1983 · 1984 · 1985 · 1986 · 1987 · 1988 · 1989 · 1990 · 1991 · 1992 · 1993 · 1994 · 1995 · 1996 · 1997 · 1998 · 1999 · 2000 · 2001 · 2002 · 2003 · 2004 · 2005 · 2006 · 2007 · 2008 · 2009 · 2010 · 2011 · 2012 · 2013 · 2014 · 2015 · 2016 · 2017 · 2018 · 2019 · 2020 · 2021 · 2022 · 2023 · 2024